# Storia degli Stati Uniti d'America (periodo coloniale)
A partire dalla fine del XVI secolo, gli inglesi, i francesi, gli spagnoli, gli svedesi e gli olandesi iniziarono a colonizzare la costa atlantica dell'America del Nord. I primi tentativi inglesi, ad esempio sull'isola di Roanoke, fallirono, ma in seguito furono fondate colonie più fortunate e stabili.
I colonizzatori che si stabilirono nel Nuovo Mondo erano assai diversi tra loro, sia dal punto di vista sociale che da quello etnico e religioso. Gli olandesi dei Nuovi Paesi Bassi, i quaccheri della Pennsylvania, i puritani della Nuova Inghilterra, i cercatori d'oro di Jamestown ed i forzati della Georgia: ognuno arrivò in America per motivi assai differenti e le colonie che fondarono furono, di conseguenza, molto diverse sotto il profilo sociale, religioso, politico e delle strutture economiche.
Gli storici, in genere, dividono le terre che diverranno in seguito la parte orientale degli Stati Uniti, in quattro regioni. Da nord a sud: la Nuova Inghilterra, le Colonie Centrali, le Colonie sulla Baia di Chesapeake e le Colonie del Sud. Diversi studiosi aggiungono una quinta regione, la frontiera, che ebbe certe caratteristiche peculiari.
Le colonie della Nuova Francia (più tardi sotto la dominazione britannica, denominate Québec) e la Florida spagnola confinavano con le regioni sopra descritte, ma per lungo tempo si svilupparono in maniera del tutto indipendente.

## Antefatti delle esplorazioni e della colonizzazione
Durante il XV e il XVI secolo, l'Europa entrò in una notevole fase di sviluppo, che incoraggiò le esplorazioni e la nascita di nuove colonie. Una ripresa degli studi classici ravvivò l'interesse per la geografia e l'interesse per il mondo. Nel contempo, lo sviluppo nelle tecniche della navigazione rese possibile affrontare le immensità oceaniche.
Le nazioni europee che più si dedicarono alla colonizzazione erano quelle in cui si stavano sviluppando innovazioni nella costruzione delle navi e nelle tecniche di navigazione e che avevano una popolazione in crescita disposta a, e capace di, emigrare e stabilirsi in terre straniere. Gli spagnoli e i portoghesi, nel corso della Reconquista, avevano acquisito un'esperienza plurisecolare di conquista e colonizzazione; essa, insieme alle nuove tecniche di navigazione con navi oceaniche (sviluppate principalmente in Italia) fornì gli strumenti, le capacità e il desiderio di colonizzare il Nuovo Mondo. La Reconquista ebbe termine nel 1492, lo stesso anno in cui iniziò la colonizzazione dell'America. Fu solo più tardi che gli inglesi, i francesi e gli olandesi avviarono la creazione di colonie in America. Essi erano in grado di costruire navi oceaniche, ma, a differenza della Spagna, non avevano un'esperienza così significativa di colonizzazione in terre straniere, anche se la conquista e la colonizzazione inglese di parte dell'Irlanda ebbe un ruolo rilevante nello sviluppo successivo di iniziative in tal senso su scala più vasta.
A partire dal XVI secolo, i sovrani delle nuove monarchie nazionali, nel progressivo consolidamento dei loro regni, raggiunsero il livello di risorse e di potere centralizzato necessario ad avviare tentativi sistematici di colonizzazione. Tuttavia non tutte queste iniziative furono intraprese dai governi centrali. Un ruolo cruciale nell'esplorazione fu svolto da compagnie commerciali privilegiate e da società private. L'esperienza della Spagna durante la Reconquista fece sì che la sua colonizzazione in America fosse caratterizzata da controllo governativo centralizzato, conquista militare e sforzo religioso missionario. Invece i paesi dell'Europa nordoccidentale furono influenzati dallo sviluppo delle prime forme di capitalismo (mercantilismo), che risalivano a organizzazioni come la Lega anseatica, e questo fece sì che le loro iniziative di colonizzazione in America fossero caratterizzate da investimento mercantile e minor controllo governativo.
Inoltre, via via che l'economia europea rifioriva, divenne chiaro che il primo paese che avesse scoperto una via commerciale diretta verso le "Indie" ne avrebbe tratto immensi vantaggi. Fu in quest'atmosfera che Cristoforo Colombo partì dalla Spagna per il suo famoso viaggio verso ovest. Egli mirava a raggiungere l'Asia, ma le terre a cui giunse, come poi si scoprì, appartenevano a un continente del tutto diverso. La Spagna e il Portogallo rapidamente organizzarono una decisa opera di colonizzazione e conquista, e nel giro di pochi decenni si divisero con profitto l'America Meridionale e Centrale e i Caraibi.
Nel XVI e nel XVII secolo sorse una nuova generazione di potenze coloniali: Inghilterra, Francia e Paesi Bassi. Le regioni che oggi costituiscono gli Stati Uniti orientali apparivano a queste nuove potenze un luogo attraente per stabilirvi colonie. Nonostante la loro relativa vicinanza all'Europa, queste regioni avevano suscitato scarso interesse in Spagna e Portogallo, anche se entrambi questi paesi avevano esplorato la costa e compiuto diversi tentativi di stabilire avamposti nel tratto settentrionale, dalla baia di Chesapeake a Terranova. Il loro insuccesso nel creare colonie a nord della Florida spagnola diede la possibilità di farlo ai paesi dell'Europa nordoccidentale. Un ostacolo rilevante per la fondazione di colonie in queste zone erano i nativi americani, la cui presenza sul territorio richiedeva agli europei la conquista militare per poter stabilire insediamenti che non fossero piccoli e temporanei. Durante il XV e il XVI secolo le malattie epidemiche decimarono le popolazioni locali, rendendo più facile la colonizzazione europea su vasta scala.
Per varie ragioni, fu solo all'inizio del XVII secolo che i tentativi degli inglesi di stabilire colonie in Nordamerica ebbero successo. In questo periodo, il proto-nazionalismo inglese e la capacità della nazione di affermarsi sulla scena internazionale si svilupparono in risposta alla minaccia di invasione da parte della Spagna, e furono sostenuti anche da un certo grado di militarismo protestante e di adorazione verso la regina Elisabetta I. A quell'epoca, comunque, non vi fu alcun tentativo ufficiale, da parte del governo inglese, di creare un impero coloniale. Invece, le motivazioni che spinsero alla fondazione delle diverse colonie furono variabili e disparate. Tra esse ebbero influenza considerazioni pratiche come la volontà di sviluppare nuove attività imprenditoriali, la sovrappopolazione, il desiderio di libertà religiosa.

## Primi tentativi di colonizzazione

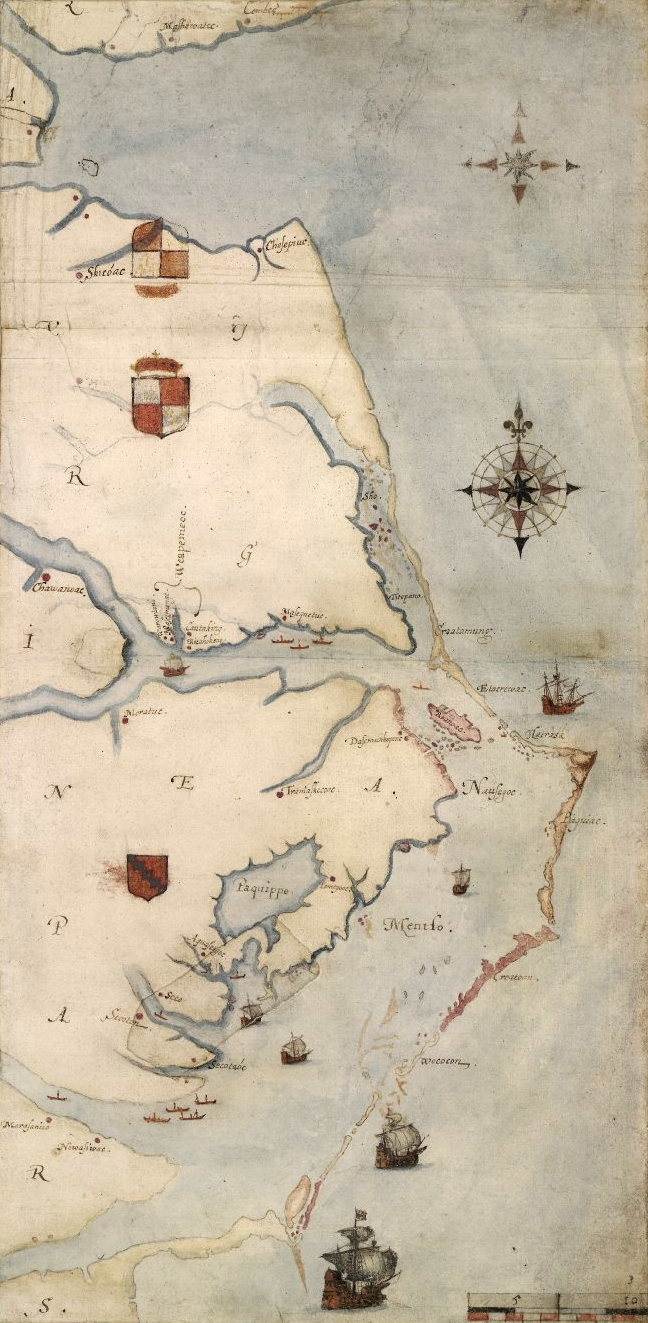
Mappa della laguna di Pamlico, disegnata da John White nel 1584

Negli ultimi decenni del XVI secolo, gli inglesi tentarono più volte, ma senza riuscirvi, di stabilire colonie sulla costa orientale degli attuali Stati Uniti, nella regione che chiamarono "Virginia" in onore di Elisabetta I, la "regina vergine". Uno di quelli che più si avvicinarono al successo fu la "colonia perduta di Roanoke", creata nel 1587 su un'isola costiera in quella che oggi è la Carolina del Nord (allora parte della Virginia). La spedizione fu finanziata da Walter Raleigh, e John White ne fu il governatore. A causa della situazione in Inghilterra (che in quel momento doveva fronteggiare la minaccia di un'invasione da parte della Spagna), per tre anni non fu possibile inviare rifornimenti alla colonia. Una spedizione del 1590 trovò solo un villaggio abbandonato. Anche se precedenti tentativi di colonizzare la zona avevano provocato scontri con i nativi americani che vivevano nelle vicinanze, sull'isola non si trovarono segni di lotta.
Nel 1607 la Compagnia della Virginia di Plymouth fondò la colonia di Popham alla foce del fiume Kennebec, nell'attuale Maine. Nello stesso anno la Compagnia di Londra fondò quella di Jamestown, nell'attuale Virginia. La colonia di Popham fu abbandonata dopo un solo anno; la Compagnia di Plymouth perse così la sua ragione di essere, e nel 1607, con una modifica dello statuto della colonia della Virginia, la Compagnia di Londra ottenne diritti esclusivi sulla maggior parte dei territori costieri che in precedenza erano in comune.

## Colonie della regione di Chesapeake

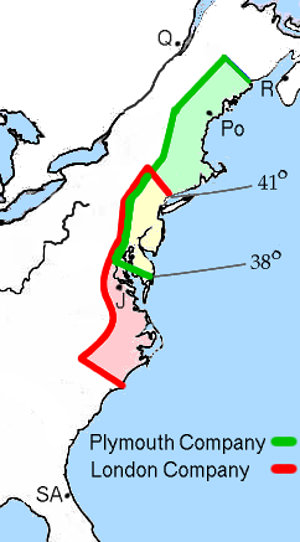
Le concessioni del 1606 alle Compagnie di Londra e di Plymouth. La regione segnata in giallo fu assegnata a entrambe, con la condizione che non fondassero colonie a meno di cento miglia di distanza l'una dall'altra. "J" indica la posizione di Jamestown, "Po" quella di Popham.

### Jamestown
La prima colonia inglese che sopravvisse e si sviluppò fu quella di Jamestown (così chiamata in onore di re Giacomo (James) I, da poco asceso al trono), che fu fondata nel 1607 lungo un piccolo fiume vicino alla baia di Chesapeake. L'impresa era stata finanziata e organizzata dalla Compagnia della Virginia di Londra, una società per azioni che sperava di scoprire giacimenti d'oro, così come avevano fatto i conquistadores spagnoli. La baia di Chesapeake era stata scoperta dallo spagnolo Lucas Vázquez de Ayllón, che circa ottant'anni prima nella stessa zona aveva fondato la colonia di San Miguel de Guadalupe, estintasi però poco dopo.
La colonia di Jamestown andò vicino all'autodistruzione. Poiché aveva l'obiettivo di scoprire e sfruttare giacimenti di metalli preziosi, la Compagnia della Virginia vi inviò gioiellieri, orafi, aristocratici, ma nemmeno un agricoltore. Come la Compagnia si aspettava da loro, i coloni si dedicarono alla ricerca dell'oro, contando di ottenere cibo mediante il commercio con gli indiani Powhatan, che abitavano la regione. Inizialmente l'insediamento inglese non fu né redditizio né socialmente stabile, poiché i coloni si sentivano scarsamente legati alla comunità, e ricercavano solo l'arricchimento personale. La fragilità della comunità fu accentuata dal fatto che tutti i primi coloni, e molti di quelli che giunsero in seguito, erano uomini (le prime donne arrivarono nel 1619); senza donne o bambini, i coloni avevano ben pochi incentivi a proteggere il loro insediamento o a lavorare per la sua crescita a lungo termine.
Le indagini archeologiche indicano che la regione in quel periodo fu colpita dalla più forte siccità che si fosse verificata nell'arco di secoli. In questa situazione, gli indiani erano assai riluttanti a cedere il loro mais, e per i coloni divenne molto difficile procurarsi il cibo. Solo un terzo di loro sopravvisse al primo inverno, che chiamarono "il tempo della fame", e sembra che alcuni si ridussero al cannibalismo. Tuttavia la colonia sopravvisse, in gran parte grazie all'azione di John Smith. Enigmatico personaggio, Smith fece di sé stesso il benevolo, ma inflessibile, autocrate della colonia. Il suo motto era "niente lavoro, niente cibo", e il suo rigido atteggiamento militaresco riuscì a portare la disciplina tra i riottosi coloni. Egli li mise al lavoro, e divenne amico di Pocahontas, figlia del capo Powhatan, che fornì alla colonia una quantità di cibo aggiuntiva.
La colonia era sopravvissuta, ma non era ancora divenuta profittevole. L'oro non fu mai trovato. Infine, nel 1612, John Rolfe scoprì che la coltivazione del tabacco poteva essere redditizia. I coloni la appresero dagli indiani, che la praticavano estesamente. Piccole quantità di tabacco venivano già esportate in Europa, e il fumo si stava diffondendo, accrescendone la domanda e il valore di mercato. Nel primo anno l'esportazione di tabacco procurò un guadagno favoloso alla Compagnia; nel secondo il guadagno fu minore, ma pur sempre straordinario. In breve tempo l'economia della Virginia divenne quasi completamente basata sul tabacco, che continuò a essere il suo fondamento per due secoli. La scarsità di moneta circolante e la diffusione generalizzata del tabacco fece sì che esso fosse utilizzato come mezzo di pagamento fino al XVIII secolo inoltrato.

### Le piantagioni
La coltivazione del tabacco era un'attività ad alta intensità di lavoro, e in questa regione l'agricoltura di piantagione si sviluppò presto. Dapprima i proprietari impiegarono servi a contratto, che, per pagare il costo del viaggio verso l'America, si impegnavano a lavorare nelle piantagioni per alcuni anni. Alcuni dei servi erano africani, e come tutti gli altri, diventavano liberi alla scadenza del contratto, ma la maggior parte veniva dall'Inghilterra.
Nel XVII secolo la popolazione inglese ebbe una crescita considerevole, accompagnata da un grande sconvolgimento sociale. Molti proprietari terrieri si riappropriavano delle loro terre per sfruttarle direttamente, scacciandone i contadini che le lavoravano in base a un tipo di rapporto risalente al Medioevo.
La disoccupazione e il vagabondaggio aumentarono in modo consistente. Molti contadini, senza più casa né mezzi di sostentamento, emigrarono in America. Anche la guerra civile inglese spinse un gran numero di persone, sia poveri che ricchi, ad emigrare; essi si diressero specialmente in Virginia, dove il governo realista accoglieva con favore gli oppositori del Protettorato di Oliver Cromwell. Coloro che fuggivano dal fondamentalismo religioso del nuovo Stato inglese tendevano a trasferirsi in Virginia e nei Caraibi, piuttosto che nella Nuova Inghilterra puritana.
Nel corso del XVII secolo la disponibilità di terre e manodopera si concentrò progressivamente nelle mani dei piantatori più ricchi, e questo, insieme all'instabilità dei prezzi del tabacco e alle tasse crescenti, rese più difficile ai meno ricchi acquistare abbastanza terra per essere autosufficienti. In mancanza di alternative, molti servi dovettero rinnovare il loro contratto per periodi sempre più lunghi; di conseguenza si formò un'ampia classe di poveri scontenti. Nel 1676 scoppiò una rivolta detta "Bacon's Rebellion", dal nome del suo capo Nathaniel Bacon. Le cause erano molteplici, ma la rabbia delle classi inferiori era una delle più importanti. I ribelli assunsero il controllo della colonia e lo tennero per diversi mesi, fino a quando furono sconfitti da una forza navale inviata dall'Inghilterra. Dopo la Ribellione di Bacon l'impiego di schiavi africani aumentò considerevolmente, in parte per il timore dei proprietari per un'altra rivolta, ma anche per la maggiore disponibilità di schiavi che si verificò verso la fine del secolo. In precedenza, gli schiavi africani erano venduti in prevalenza nei Caraibi, dove erano molto utilizzati nelle piantagioni di canna da zucchero, mentre in Virginia erano rari e costosi. Ma dopo le guerre anglo-olandesi degli anni settanta e ottanta l'Inghilterra ottenne il controllo della tratta degli schiavi e ne aumentò il volume. Alla fine del XVII secolo gli schiavi africani stavano rapidamente sostituendo i servi a contratto inglesi come principale forma di manodopera utilizzata in Virginia.

### Struttura sociale
In quanto produttrici di colture destinate alla vendita, piuttosto che all'autoconsumo, le piantagioni dipendevano molto dal commercio. Senza la capacità di costruire strade, e avendo bisogno di acqua per l'irrigazione, i piantatori erano costretti a stabilirsi lungo i corsi d'acqua; ma, poiché la regione era ricca di fiumi e torrenti, le piantagioni potevano espandersi in buona parte del territorio. I lavoratori di solito non avevano famiglia, e le varie piantagioni erano distanti l'una dall'altra. Inoltre la società virginiana era prevalentemente laica: la redditizia coltivazione del tabacco attraeva specialmente uomini non sposati in cerca di guadagno; persone, quindi, poco sensibili al richiamo della religione. I sacerdoti erano pochi, e c'erano poche chiese che potessero servire da centri di aggregazione sociale e religiosa. Per questi motivi, i cittadini comuni avevano scarse possibilità di interazione sociale, a differenza di quanto succedeva nella Nuova Inghilterra dove i legami sociali erano molto più intensi e complessi.
L'assemblea coloniale che aveva governato la colonia dalla sua fondazione fu sciolta, ma fu ricostituita nel 1630. Essa condivideva il potere con un governatore nominato dal re d'Inghilterra. A livello locale il potere era esercitato da tribunali di contea, anch'essi non eletti.

## La Nuova Inghilterra
Dopo la Virginia, fu la Nuova Inghilterra la regione nella quale successivamente si insediarono colonie inglesi. A differenza di quelle della Virginia, queste furono fondate per iniziativa di due gruppi di dissidenti religiosi, i Padri Pellegrini e i Puritani, alla ricerca di un luogo dove poter professare liberamente la loro fede. Entrambi chiedevano una più profonda riforma della Chiesa e l'eliminazione dei residui elementi di cattolicesimo rimasti nella Chiesa d'Inghilterra. Ma, mentre i Padri Pellegrini desideravano lasciarla, i Puritani volevano riformarla creando nel Nuovo Mondo una nuova società che costituisse l'esempio di una comunità santa.

### I Padri Pellegrini

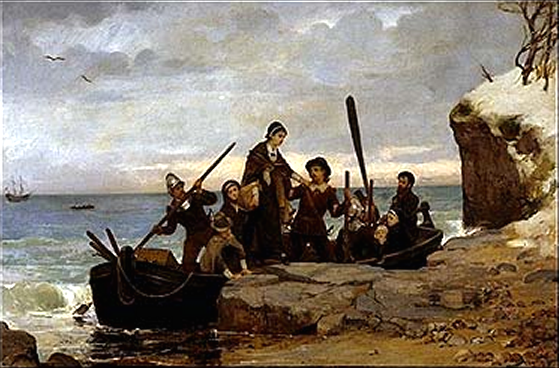
Lo sbarco dei Padri Pellegrini

Il primo di questi gruppi era formato da dissidenti religiosi inglesi che si erano trasferiti nei Paesi Bassi, ma non erano soddisfatti di questa sistemazione per le cattive condizioni economiche in cui si trovavano e per l'influenza della società olandese sulla loro comunità. Dovevano anche fronteggiare la scarsa simpatia del governo olandese, all'epoca alleato con l'Inghilterra. Essi allora si unirono ad altri correligionari che erano rimasti in Inghilterra e decisero di lasciare l'Europa per l'America, prendendo il nome di Padri Pellegrini.
Partirono dunque per l'America sul Mayflower, con l'obiettivo di sbarcare nella Virginia settentrionale (all'incirca nella regione dell'odierna New York). Spinti fuori rotta, giunsero invece nell'attuale Massachusetts, e sbarcarono a Capo Cod. Prima dello sbarco, stesero il "Patto del Mayflower" (Mayflower Compact) con il quale si diedero ampi poteri di autogoverno. In seguito si trasferirono sulla terraferma e fondarono la colonia di Plymouth il 21 dicembre 1620. Come per i primi coloni di Jamestown, anche per i Padri Pellegrini il primo inverno fu molto difficile; erano arrivati troppo tardi per poter avviare coltivazioni, e molti di loro morirono di fame, compreso il loro capo, John Carver, che fu poi sostituito da William Bradford. Nel corso del 1621 i coloni ottennero l'aiuto di alcuni nativi americani che avevano già avuto contatti con europei; con l'autunno venne un abbondante raccolto, e i coloni celebrarono il primo Giorno del ringraziamento.

### I puritani
Un secondo gruppo fondò la colonia della Baia del Massachusetts nel 1629: erano i puritani, che desideravano riformare la Chiesa d'Inghilterra creando nel Nuovo Mondo una nuova chiesa pura. La spedizione, organizzata dalla Compagnia della Baia del Massachusetts, consisteva di 400 coloni; nei due anni successivi ne arrivarono altri 2000, in ciò che è nota come la "Grande Migrazione". Nel Nuovo Mondo i puritani crearono una cultura profondamente religiosa, socialmente compatta e politicamente innovativa, le cui caratteristiche sono ancora presenti negli Stati Uniti d'oggi.
Prima di abbattere la monarchia in Inghilterra nel 1649, i puritani vennero in America alla ricerca della libertà religiosa. Essi speravano che questa nuova terra servisse da "nazione redentrice". Anche se fuggivano la repressione cui erano soggetti in Inghilterra, la nuova società che volevano costruire non ammetteva la tolleranza religiosa. La società ideale, per i puritani, era una "nazione di santi" o la "città posta sopra un monte", per usare un'espressione del loro ideologo John Winthrop, una comunità intensamente religiosa, retta e virtuosa, che potesse servire da esempio per l'Europa e stimolare la conversione al puritanesimo. Roger Williams venne nel Massachusetts predicando la tolleranza religiosa, la separazione tra Chiesa e Stato, e una completa rottura con la Chiesa d'Inghilterra, e di conseguenza fu bandito dalla colonia. La abbandonò e fondò la colonia del Rhode Island, che divenne un rifugio per coloro che lasciavano la comunità puritana per motivi religiosi. Un altro esempio fu Anne Hutchinson, che predicava l'antinomismo e credeva nella libertà di pensiero e nella tolleranza religiosa, e per questo fu esiliata dai puritani.
Dal punto di vista economico la Nuova Inghilterra puritana corrispose alle aspettative dei suoi fondatori. A differenza della piantagioni della regione di Chesapeake, orientate all'esportazione dei loro prodotti, l'economia delle colonie puritane era basata sul lavoro dei singoli agricoltori, che coltivavano quanto serviva a nutrire le proprie famiglie e ad acquistare i beni che non riuscivano a produrre in proprio. Il livello di vita e di ricchezza era generalmente più alto che in Virginia. Ma, d'altra parte, nella Nuova Inghilterra, i capi cittadini potevano letteralmente affittare le famiglie più povere a chiunque fosse in grado di ospitarle e mantenerle in cambio del loro lavoro. Oltre all'agricoltura, assunsero grande importanza anche il commercio e le costruzioni navali, e la regione divenne un centro di smistamento per i traffici tra il sud e l'Europa.

## Le colonie centrali
Le colonie centrali corrispondono agli attuali stati di New York, New Jersey, Pennsylvania e Delaware, e furono caratterizzate da grande diversità etnica, religiosa, politica ed economica.

### I Nuovi Paesi Bassi e la Nuova Svezia

La posizione approssimativa dei Nuovi Paesi Bassi (Nieuw Nederland) e della Nuova Svezia (Nya Swerige) lungo la costa orientale del Nord America, intorno al 1650.

Le coste di questa regione furono esplorate, a partire dal 1609, da spedizioni organizzate dalla Compagnia olandese delle Indie orientali, che rivendicarono il possesso del territorio alla Repubblica delle Sette Province Unite. Gli olandesi costruirono alcuni forti lungo la costa e all'interno, che dovevano servire soprattutto come basi per il commercio di pellicce con i nativi. Nel 1624 la regione compresa tra il 38º e il 42º parallelo fu dichiarata provincia della repubblica olandese, con il nome di Nuovi Paesi Bassi. Nello stesso anno i primi coloni olandesi si stabilirono nella zona della baia di Hudson; l'anno successivo sull'isola di Manhattan fu creato l'insediamento di Nuova Amsterdam. Nella colonia, fin dall'origine, fu garantita la libertà religiosa, sull'esempio di quanto era stato stabilito nella madrepatria.
Nel 1638 una spedizione svedese fondò una colonia alla foce del fiume Delaware, sul luogo dell'attuale Wilmington, e negli anni successivi la zona circostante fu colonizzata da immigranti svedesi e finlandesi (Nuova Svezia). Gli olandesi, tuttavia, consideravano la zona parte della Nuovi Paesi Bassi e la occuparono nel 1655.

### La conquista inglese
Dopo il 1630, coloni inglesi provenienti dalla Nuova Inghilterra cominciarono a stabilirsi nella parte settentrionale dei Nuovi Paesi Bassi, senza che gli olandesi fossero in grado di opporsi. Nel 1664 una flotta inglese occupò senza resistenza Nuova Amsterdam; la città fu ricatturata dagli olandesi nel 1673, ma in seguito alla loro sconfitta nella terza guerra anglo-olandese, la regione passò definitivamente sotto il dominio inglese e fu assegnata a Giacomo, duca di York (fratello del re Carlo II e, dal 1685, a sua volta re); fu allora che la città di Nuova Amsterdam ricevette il nome di New York. Lo spirito di tolleranza religiosa e culturale fu tuttavia preservato, e questo ebbe un'importante influenza sullo sviluppo successivo della vita culturale e politica americana.
La regione di New York fu retta da un governatore nominato dal re d'Inghilterra, e da un'assemblea provinciale eletta dai proprietari terrieri. Il governatore doveva applicare le istruzioni impartite dal re, ma in pratica era spesso costretto a negoziare con l'assemblea.
La parte corrispondente all'attuale New Jersey fu divisa tra Sir George Carteret e Lord Berkeley di Stratton. Quest'ultimo, nel 1673, cedette la sua parte a coloni quaccheri. Ma nel 1702 le due regioni furono riunite e poste sotto il controllo diretto della corona.
Nel 1681 Carlo II assegnò a William Penn il territorio compreso tra il 39º e il 42º parallelo e delimitato a est dal fiume Delaware. Questa regione ricevette il nome di Pennsylvania; anch'essa ebbe un'assemblea elettiva e fu caratterizzata da ampia libertà religiosa: vi si stabilirono gruppi di quaccheri gallesi, presbiteriani scozzesi, mennoniti tedeschi e cattolici irlandesi. La colonia fu prospera fin dalle origini; la sua città principale, Filadelfia, crebbe rapidamente e divenne la più importante delle colonie inglesi. Nel 1682 Penn ottenne anche il governo delle tre contee della colonia del Delaware, anch'esse abitate da quaccheri; queste furono però separate dalla Pennsylvania nel 1704.

## Il Sud inferiore
Com'era inteso in epoca coloniale, il Sud comprendeva le colonie di piantagione della regione di Chesapeake (Virginia, Maryland, e, secondo alcuni, anche il Delaware) e il "Sud inferiore" (la provincia della Carolina, che poi si divise in Carolina del Nord e Carolina del Sud, e la Georgia). Dopo il 1763, anche la Florida passò in mani inglesi.

### Le Caroline
La prima colonia inglese a sud della Virginia fu la Provincia della Carolina. Il primo tentativo di fondarla fu organizzato per iniziativa di un gruppo di nobili e uomini politici inglesi, che ottennero dalla corona una concessione per le Caroline nel 1663, con la speranza che una nuova colonia nel sud si rivelasse redditizia come quella di Jamestown. Ma esso fallì, e i primi coloni si stabilirono nella regione solo nel 1670, quando una spedizione guidata da John West creò un nuovo insediamento che è all'origine dell'attuale città di Charleston (già Charles Town, dal nome del re Carlo II). I primi coloni avviarono un redditizio commercio di viveri, pelli di cervo e prigionieri indiani con le isole dei Caraibi. Essi provenivano principalmente dalla colonia inglese di Barbados e portarono con loro un certo numero di schiavi africani (Barbados, isola su cui prosperavano le piantagioni di canna da zucchero, fu una delle prime colonie inglesi ad utilizzare sistematicamente schiavi africani). La coltivazione del riso fu importata dall'Africa occidentale negli ultimi anni del secolo. In tutto il primo periodo coloniale la Carolina del Nord restò un territorio di frontiera.
Inizialmente la Carolina del Sud fu politicamente divisa. La sua composizione etnica comprendeva i coloni originali (un gruppo di ricchi piantatori inglesi provenienti da Barbados che utilizzavano la schiavitù), e ugonotti francesi. I continui scontri di frontiera durante le guerre di re Guglielmo e della regina Anna (le prime due delle guerre anglo-franco-indiane per il controllo dell'America settentrionale) causarono profonde divisioni economiche e politiche tra mercanti e piantatori. La guerra con gli indiani Yamasee, nel 1715, fu all'origine di un decennio di disordine politico. Alla fine del decennio successivo il governo dei proprietari privati era crollato, e nel 1729 essi rivendettero entrambe le Caroline alla corona britannica.

### La Georgia
La provincia della Georgia fu fondata da James Edward Oglethorpe (1696 – 1785), militare e uomo politico inglese, come soluzione a due problemi. All'epoca (inizio del XVIII secolo) i rapporti tra Gran Bretagna e Spagna erano cattivi ed i britannici consideravano la presenza spagnola in Florida come una minaccia per le Caroline. Oglethorpe propose di fondare una colonia nella regione contesa fra spagnoli e britannici e di popolarla con debitori insolventi, che normalmente in Gran Bretagna sarebbero stati condannati alla prigione. Questo progetto avrebbe consentito alla Gran Bretagna di liberarsi di elementi indesiderabili e di fornirle una base dalla quale attaccare la Florida. Oglethorpe ottenne una concessione da re Giorgio II nel 1732 e l'anno seguente i primi coloni giunsero nella regione. Tra questi si annoverarono scozzesi dotati di spirito pionieristico, poveri commercianti ed artigiani inglesi, profughi per motivi religiosi provenienti da Svizzera, Francia e Germania ed un certo numero di profughi ebrei.
La vita nella colonia fu organizzata su severi principi morali. La schiavitù fu proibita, nel timore che gli schiavi potessero indebolire dall'interno la colonia e fornire assistenza al nemico spagnolo, ma fu proibito anche il consumo di alcolici ed altre manifestazioni di presunta immoralità. Ma i coloni non gradivano questo stile di vita puritano e non potevano competere economicamente con le piantagioni di riso delle due Caroline. Così la Georgia non riusciva a prosperare ma, dopo che Oglethorpe ebbe lasciato la colonia, le restrizioni furono infine eliminate, la schiavitù fu permessa (1759) e la colonia divenne fiorente quanto le Caroline.

### La Florida
Nel 1763, in base al trattato di Parigi, concluso alla fine della guerra dei sette anni, la Gran Bretagna ottenne dalla Spagna la Florida: il forte di St. Augustine (o, in spagnolo, San Agustín) e il resto della Florida spagnola, che avevano resistito agli attacchi della marina britannica, al tavolo della pace furono scambiati con l'isola di Cuba. I britannici divisero la regione in due parti (Florida orientale e Florida occidentale); nuovi coloni inglesi vi furono attratti da concessioni di terreni. Gli abitanti della parte occidentale, inoltre, beneficiarono del commercio illegale con la colonia spagnola di New Orleans.
In osservanza dei termini del trattato, la Gran Bretagna permise ai cattolici presenti nella regione conquistata l'esercizio della loro religione. Le Floride e il Québec (anch'esso passato sotto controllo inglese alla fine della guerra dei sette anni) furono tra le prime zone sotto controllo europeo a godere di piena tolleranza religiosa. La Proclama del 1763 istituì le colonie britanniche della Provincia del Québec e della Florida Orientale e Occidentale sul continente americano, e quella di Grenada nei Caraibi.

## Il Texas
I primi a stabilirsi in Texas furono gli spagnoli che, pur avendolo esplorato fin dal 1519, si decisero ad occuparlo solo nel 1690. In quell'anno una spedizione guidata dal padre francescano Daniel Massanet e da Alonso De León, governatore della provincia messicana di Coahuila, raggiunse gli stanziamenti degli indiani Tejas nella fertile valle del fiume Neches e qui fondarono la missione San Francisco de la Espada e poco dopo quella di Santissimo Nombre de Maria. Le due chiesette, nate per evangelizzare gli indiani della regione, erano troppo lontane dagli insediamenti di Coahuila perché potessero sopravvivere e prosperare e infatti furono abbandonate di lì a poco. Seguì a questo fallito tentativo di occupazione del Texas un lungo periodo di inattività da parte delle autorità governative spagnole anche se quelle religiose continuavano a fare pressioni affinché fosse ripresa l'evangelizzazione degli indiani Tejas. Fu però solo nel giugno del 1716 che una nuova spedizione comandata dal capitano Domingo Ramón e da padre Francisco Hidalgo poté riprendere l'opera interrotta fondando 6 nuove missioni sempre sulle rive del Neches. Ancora per iniziativa di religiosi francescani nel 1718 venne edificata la missione di San Antonio de Valero, meglio nota come Alamo, e il presidio militare di San Antonio de Be'xar, dalla cui comunità civile attigua prenderà origine l'attuale San Antonio. Lo scopo di questi due insediamenti era essenzialmente quello di proteggere da Indiani e francesi la pista che collegava il Messico con l'East Texas (detta Camino Real e poi divenuta per gli angloamericani la Old San Antonio Road) rendendo più tempestivo ed efficace l'intervento dei soldati nel caso in cui le missioni sul Neches si fossero trovate in difficoltà. Questo apparato difensivo fu messo alla prova l'anno successivo, nel 1719, poiché gli echi della guerra della Quadruplice Alleanza in Europa si fecero sentire anche in Texas. I francesi, da Natchitoches in Louisiana, partirono per una spedizione di conquista dell'East Texas che permise loro con successo di occupare e parzialmente distruggere le missioni spagnole della regione.
L'episodica dominazione francese del Texas ebbe fine nel 1720 per mano del marchese de Aguayo incaricato del viceré della Nueva España di ristabilire la sovranità spagnola in Texas. La missione del marchese ebbe un'importanza notevole nel processo di colonizzazione del Texas: aumentò il numero delle missioni presenti che da due divennero dieci e quello dei presidi che passarono da uno a quattro; i militari spagnoli di stanza nella regione da 50 furono elevati a 260. Aguayo inoltre ottenne la separazione delle province di Cohauila e del Texas, che finalmente avrebbe avuto un suo proprio governatore, e firmò un'importante pace con il comandante della guarnigione di Natchitoches, rappresentante della Compagnie Francaise Des Indes Occidentales, nuova amministratrice della Louisiana. Il trattato sancì definitivamente la sovranità della Spagna sul Texas dato che alla Compagnie interessava solamente commerciare con i frati o con gli indiani senza impegnarsi in dispendiose ed inutili spedizioni militari. Tra il 1749 e il 1755 furono fondati dodici insediamenti lungo il Rio Grande due dei quali a nord del fiume nell'attuale territorio texano.
La vita dei primi coloni non fu facile dato che la regione era abitata da gruppi di indiani che si nascondevano sulle montagne o nella giungla lungo la costa e non risparmiavano attacchi e scorrerie contro gli insediamenti ispanici. Per di più tra questi indiani vivevano anche ex schiavi degli spagnoli o ex lavoratori forzati nelle hacienda messicane che, divorati dal risentimento nei confronti degli europei, si dimostrarono irriducibili nella guerra alle installazioni spagnole. Questi ed altri motivi come la scarsità d'acqua o le enormi distanze da un insediamento all'altro frenarono considerevolmente lo sviluppo del Nuevo Santander che ancora negli anni settanta del secolo non era riuscito a decollare. Seppure con mille difficoltà la regione, sul finire del secolo, era di gran lunga più popolosa e più ricca di quella del Texas: contava 30.000 abitanti, una città, 25 villa, 3 distretti minerari, 17 hacienda, 437 rancho e 8 missioni. Il sistema di insediamento missione-presidio-villa tipico della frontiera spagnola in Texas non diede buoni frutti. I missionari si erano resi utilissimi come cartografi, cronisti, diplomatici e osservatori scientifici ma il loro apostolato aveva conseguito risultati esigui, avevano infatti guadagnato al cristianesimo solo le tribù stanziali e pacifiche della regione senza essere riusciti a incorporare nella società iberica i due gruppi più numerosi e bellicosi del Texas: Apaches e Comanches. Tutto ciò senza contare i problemi relativi al personale militare che il marchese De Rubi ebbe modo di riscontrare durante un giro di ispezioni nel 1767: disciplina rilassata, lentezza nelle manovre, incuria e abbandono.

## Processo di unificazione delle colonie britanniche

### Una difesa comune
Le colonie si differenziavano molto, sia per ragioni storiche, sia nella struttura economica. Peraltro, nel corso dei secoli XVII e XVIII, una serie di eventi e di sviluppi contribuì ad avvicinarle.
Un primo fatto che ricordò ai coloni la loro comune condizione di sudditi britannici fu la Guerra di successione austriaca (1740-1748). Il conflitto si estese anche nelle colonie, dove fu chiamata "Guerra di Re Giorgio" dal nome del re Giorgio II di Gran Bretagna. Sebbene gran parte dei combattimenti si svolse in Europa, le truppe coloniali britanniche attaccarono il Canada francese.
Nello stesso tempo in cui le colonie si avvicinavano tra loro, si allontanavano dalla madrepatria. La forte presenza in America di giacobiti scozzesi ed irlandesi acuì le percezioni negative conseguenti alla repressione della rivolta giacobita, causando un aumento dei sentimenti anti governativi ed anti hannoveriani.
Le varie colonie avevano origini e governi diversi. Si distinguevano in colonie della Corona, cioè costituitesi con concessione governativa e colonie private autonome, cioè nate a seguito di una concessione reale a varie famiglie di possidenti privati.
- Colonie reali
  - New Foundland (Terranova): St. John's
  - Nuova Scozia e Acadia: Annapolis Royal
  - Baia del Massachusetts e Nuova Inghilterra: Boston
  - New Hampshire
  - Rhode Island: Providence
  - New York
  - New Jersey (1738): Trenton
  - Virginia: Middle Plantation
  - Nord Carolina: Edenton, con le città Cherokee alleate (Keowee, Estatoe, Toogaloo, Etchoe, Nesquassee, Joree, Cowee, Stecoe, Kittuwa, Cheoah, Settico, Chota, Tellico, Hiwassee, Nottely, Tamali, Great Island, Sycamore Shoals)
  - Sud Carolina: Charleston
  - Georgia (1754): Savannah
- Colonie private e autonome
  - Pennsylvania: Philadelphia; alla famiglia Penn dal 1681 al 1779
  - Maryland: Baltimora; ai baroni Calvert dal 1729 al 1771
  - Connecticut e New Haven

Al Congresso di Albany del 1754, Benjamin Franklin propose di dar vita a una confederazione tra le colonie. Un Gran Consiglio elettivo avrebbe funzionato da parlamento coloniale, e sarebbe stato competente sulle politiche comuni relative alla difesa e agli affari indiani. Anche se il piano fu bloccato dalle assemblee coloniali, costituì un primo sintomo del percorso verso l'unificazione intrapreso dalle colonie americane.
Il vecchio sentimento anti-francese venne accantonato per dare spazio ad un'alleanza con la Francia, incitata dagli esiliati scozzesi e mirata specificatamente contro gli Hannoveriani piuttosto che contro l'Inghilterra. Il piano di Jefferson nella seguente guerra anglo-americana di proseguire l'alleanza francese, fu popolare in particolare tra gli scozzesi americani del Sud, ma avversato dai puritani della Nuova Inghilterra.

### Il Grande Risveglio
Un evento che contribuì ad unificare le credenze religiose delle varie colonie fu il Primo Grande Risveglio, un movimento di rinascita protestante che ebbe una grande influenza negli anni dal 1730 al 1750. Iniziò con Jonathan Edwards, un predicatore del Massachusetts che promosse il ritorno alle radici calviniste dei Padri Pellegrini e tentò di risvegliare il "Timor di Dio". Edwards era un oratore molto abile ed attirò un grande seguito coi suoi sermoni, che contenevano vivide descrizioni del peccato e della punizione divina. Un altro predicatore di successo fu l'inglese George Whitefield, che visitò le colonie negli anni attorno al 1740.
Edwards, Whitefield e gli altri predicatori itineranti che proseguirono il movimento, si spostavano in tutte le colonie, suscitando conversioni con il loro stile drammatico ed emozionale. Le istituzioni religiose tradizionali si opposero al movimento dei predicatori e da ciò originarono una serie di spaccature tra chi, all'interno delle varie chiese, era favorevole al "nuovo" e chi era contrario. Per sostenere il proprio punto di vista, entrambe le parti fondarono una serie di università, non incluse nella Ivy League. Tra esse il King's College (che ora è la Columbia University) e l'Università di Princeton. Il Grande risveglio fu forse il primo evento a potersi definire compiutamente "Americano", in quanto interessò tutte le colonie, al di là delle differenze politiche ed economiche. Per alcuni studiosi il movimento dei predicatori anticipò la Rivoluzione americana, grazie alla sua impronta anti gerarchica.
Peraltro la pratica religiosa era in declino da decenni, in parte come conseguenza del processo alle streghe di Salem e, dopo il Grande Risveglio, decadde nuovamente. In effetti, le forze che avrebbero plasmato la storia delle colonie nei successivi ottant'anni sarebbero state decisamente laiche e influenzate dall'Illuminismo, anche se l'America rimase una nazione profondamente religiosa (caratteristica che, sotto certi aspetti ha mantenuto ancora oggi).

### La guerra franco-indiana
Il conflitto tra le potenze europee che viene chiamato Guerra dei sette anni (1756 - 1763), in realtà cominciò in America due anni prima. Nel continente americano ebbe il nome di Guerra franco-indiana. Sul teatro europeo lo scontro venne causato principalmente dal desiderio dell'Austria di recuperare i territori persi a favore della Prussia con la Guerra di successione austriaca.
In America la guerra ricevette l'appellativo di franco-indiana in quanto la Confederazione Irochese, che per decenni aveva condotto una sua politica giocando tra francesi e britannici, si schierò decisamente dalla parte dei britannici quando i francesi si allearono con la Confederazione Huron, storica avversaria degli Irochesi. Queste alleanze non cambiarono i rapporti di forza preesistenti, infatti i francesi furono nuovamente sconfitti. Con il Trattato di Parigi (1763), la Francia cedette il suo vasto impero americano ai britannici.
La guerra accrebbe l'importanza delle colonie per la Gran Bretagna, soprattutto da quando William Pitt il Vecchio, appena tornato al potere, decise di far perno su di esse per sconfiggere i francesi. Inviò così un consistente corpo di spedizione nel Nord America e finanziò l'arruolamento di un altrettanto consistente esercito coloniale. Per la prima volta, il continente nordamericano diventò uno dei principali teatri di una vera e propria guerra mondiale.
Le truppe britanniche e coloniali ribaltarono le sorti della guerra, che stava volgendo a favore dei francesi e dei loro alleati. Conquistata nel 1758 la posizione francese di Fort Duquesne (ribattezzata Fort Pitt, sarà il nucleo della futura Pittsburgh) nel 1759 britannici e coloniali invasero il Canada. Sconfitto il generale francese Montcalm ad Abraham il 12 settembre 1759, i britannici si assicurarono il controllo del Québec, consolidato l'anno dopo con la presa di Montréal. Il già citato Trattato di Parigi pose fine alla guerra, e alla presenza francese nel Nord America.
Il conflitto aveva reso più evidente l'appartenenza delle tredici colonie all'Impero britannico. Il maggior numero di militari e funzionari civili provenienti dalla madrepatria non si limitò ad esserne un simbolo visivo, ma iniziò ad esercitare la sua influenza nella vita e negli affari dei coloni. La guerra, combattuta e vinta da britannici e coloni contro il comune nemico francese, sulle prime cementò i legami con la Gran Bretagna. In contemporanea, però, avviò una serie di processi storici che avrebbero portato all'indipendenza americana.
Il primo ministro britannico William Pitt aveva deciso di condurre la guerra nel Nord America utilizzando truppe arruolate nelle colonie, ma finanziate con le imposte raccolte in Gran Bretagna. Se questa strategia portò alla vittoria, coll'avvento della pace ciascuna delle due parti ritenne di aver sopportato il maggior peso della guerra. I britannici - il popolo più tassato in Europa - facevano notare che i coloni avevano pagato poco per condurre la guerra e difendere il loro territorio dall'invasione franco-indiana. Gli americani ribattevano di aver combattuto in una guerra condizionata più dagli interessi europei che dai loro. I britannici ribattevano che le truppe coloniali erano indisciplinate e disorganizzate, quindi la vittoria si doveva soprattutto all'esercito metropolitano.
In effetti, le colonie erano prive di un'organizzazione militare unitaria. Nel corso della guerra però, uomini provenienti dalle diverse colonie si trovarono a combattere insieme, mentre forme di collaborazione intercoloniale vennero rese necessarie per la comune difesa. Inoltre, ufficiali americani (come George Washington) vennero istruiti dai colleghi britannici, contribuendo a creare nelle colonie una classe militare non autodidatta.

### Legami con l'Impero britannico
Anche se le colonie erano molto differenti le une dalle altre, erano sempre parte dell'Impero britannico e non solo nel nome.
Dal punto di vista sociale, l'élite coloniale di Boston, New York, Charleston e Filadelfia vedeva la propria identità come britannica. Anche se molti non erano mai stati in Inghilterra, imitavano gli stili britannici di abbigliamento, danza ed etichetta. Questo strato sociale alto costruiva le sue dimore in stile Georgiano, copiava il disegno dei mobili di Thomas Chippendale e partecipava alle correnti intellettuali europee, come l'Illuminismo. Per molti dei loro abitanti, le città portuali dell'America coloniale erano vere città britanniche.
Molte delle strutture politiche delle colonie si ispiravano a varie tradizioni politiche inglesi, in particolare quelle dei Commonwealthmen dei Whig (si veda anche governo coloniale in America). Molti americani dell'epoca vedevano il sistema di governo delle colonie come modellato sulla Costituzione britannica, con il governatore che corrispondeva al re, l'assemblea coloniale alla Camera dei comuni e il Consiglio del Governatore alla Camera dei lord. I codici legali delle colonie erano spesso tratti direttamente dalla legge inglese; in effetti la common law inglese sopravvive anche nei moderni Stati Uniti. Alla fine, fu una disputa sul significato di questi ideali politici, in particolare la rappresentanza politica, che portò alla guerra d'indipendenza americana.
Un altro punto su cui le colonie si trovarono più simili che differenti, fu l'esplosione delle importazioni di beni britannici. L'economia britannica aveva iniziato a crescere rapidamente alla fine del XVII secolo, e alla metà del XVIII le piccole fabbriche britanniche producevano più di quanto la nazione potesse consumare. Trovando un mercato per i propri beni nelle colonie del Nord America, i britannici incrementarono le proprie esportazioni del 360% tra il 1740 e il 1770. Siccome i mercanti britannici offrivano un generoso credito ai loro clienti, gli americani iniziarono a comperare quantità sbalorditive di beni inglesi. Dal New England alla Georgia, tutti i sudditi britannici compravano prodotti simili, creando e inglesizzando una sorta di identità comune.

## Dall'unità alla rivoluzione

### Il proclama reale
Il generale sentimento di iniquità che sorse poco dopo il Trattato di Parigi venne consolidato dal Proclama reale del 1763, che proibiva gli insediamenti a ovest dei monti Appalachi, su territori che erano stati recentemente catturati alla Francia. Nell'emanare questo decreto, il governo fu senza dubbio influenzato dai contribuenti insoddisfatti (si veda "La guerra Franco-Indiana" più sopra) che non desideravano finanziare l'assoggettamento delle popolazioni native dell'area per fare spazio ai coloni. Infatti, c'era ancora terra disponibile a est delle montagne; ad esempio la valle del fiume Mohawk nella parte occidentale della colonia di New York, non sarebbe stata completamente colonizzata se non decenni dopo.
I coloni si risentirono per la decisione. A molti americani sembrò non necessaria e draconiana, una parte improduttiva di legislazione, approvata da un governo distante, che si occupava poco dei loro bisogni. Quest'ultima era un'asserzione ragionevole, dato che nessuno dei membri del parlamento veniva eletto dai coloni. Il parlamento si era in generale preoccupato di questioni europee, lasciando che le colonie si governassero da sé, ma non era più disposto a fare continuare così. Una serie di misure risultanti da questo cambio di politica avrebbe continuato a far crescere l'opposizione nelle colonie durante i tredici anni successivi: 
- Revenue Act (1764) (che aumentò i controlli e le sanzioni per combattere il mercato di contrabbando)
- Sugar Act (1764) (che imponeva dazi maggiori sull'importazione di zucchero, caffè, vino ecc. provenienti dalla Gran Bretagna)
- Currency Act (1764) (che vietò alle colonie di emettere carta moneta)
- Stamp Act (1765) (che imponeva l'uso di una speciale carta bollata per ogni contrattazione commerciale o atto giudiziario)
- Primo Quartering Act (1765)
- Declaratory Act (1766) (che confermava i pieni poteri della corona britannica sui sudditi americani e negava la piena autonomia delle colonie)
- Townshend Acts (1767) (ce rafforzarono la politica monopolistica imponendo nuovi dazi sul vetro, piombo, colori, tè e carta importati dalle colonie)
- Multiny Act (1767) (che imponeva alle assemblee coloniali l'obbligo di procurare alloggi alle truppe inglesi e di provvedere ai loro rifornimenti)
- Tea Act (1773)
- Le Quattro leggi intollerabili, dette anche Coercitive o Punitive
  - Boston Port Act (1774)
  - Secondo Quartering Act (1774)
  - Massachusetts Government Act (1774) (volto a limitare fortemente il potere legislativo ed elettivo delle colonie riportando il controllo del territorio nelle mani del re)
  - Administration of Justice Act (1774)
  - Quebec Act (1774) (che autorizza i governatori ad assegnare i territori a nord del fiume Ohio agli abitanti del Canada di nazionalità francese)[1]
- Prohibitory Act (1776)

## Vita nell'America coloniale

### New England
Quando colonizzarono la Nuova Inghilterra, i Puritani crearono delle comunità autogovernantisi composte da congregazioni religiose di contadini, o yeoman, e dalle loro famiglie. I politici di alto livello distribuirono appezzamenti di terreno ai coloni maschi, o ai proprietari terrieri, che poi si divisero le terre tra loro. Porzioni più grandi venivano date solitamente a uomini di più alto rango sociale, ma ogni uomo bianco aveva abbastanza terra per mantenere una famiglia. Era importante anche il fatto che ogni uomo bianco avesse diritto di parola nell'assemblea cittadina. Questa riscuoteva le tasse, costruiva le strade ed eleggeva i funzionari per la gestione degli affari cittadini.
Alla Chiesa congregazionale fondata dai Puritani, non si unirono automaticamente tutti i residenti del New England, a causa del credo Puritano secondo cui Dio avrebbe selezionato solo un gruppo specifico di persone per la salvezza. L'appartenenza era invece limitata a coloro i quali potevano "provare" in modo convincente, davanti ai membri della chiesa, che erano stati salvati. Queste persone erano note come "gli Eletti" o " i Santi" e costituivano meno del 40% della popolazione del New England.

#### Stili di vita

##### La vita in campagna
La maggior parte dei residenti del New England era composta da agricoltori. All'interno di queste famiglie contadine e inglesi, l'uomo aveva il potere completo sulla sua proprietà e sulla moglie. Una volta sposata, la donna perdeva il suo cognome da nubile e la sua identità personale, nel senso che non poteva avere proprietà, fare causa o partecipare alla vita politica. Il ruolo delle mogli era quello di crescere i figli e aiutare i mariti. Molte donne svolsero questi doveri. Nella metà del XVIII secolo, le donne si sposavano solitamente poco dopo i vent'anni e avevano da 6 a 8 figli, che in maggioranza sopravvivevano fino all'età adulta. Le donne delle fattorie fornivano gran parte dei prodotti di cui aveva bisogno il resto della famiglia, il che comprendeva la filatura della lana e la lavorazione di abiti, la produzione di candele e sapone e la lavorazione del latte in burro.
La maggior parte dei genitori del New England cercava di aiutare i figli a costruire una propria fattoria. Quando i figli maschi si sposavano, i padri gli davano in regalo terre, bestiame o attrezzature agricole; le figlie ricevevano beni per la casa, animali da cortile e/o denaro. I matrimoni arrangiati erano molto insoliti. Normalmente, i figli sceglievano la sposa in una cerchia di conoscenti che condividevano la stessa religione e status sociale. I genitori mantenevano il potere di veto sul matrimonio dei figli.
Le famiglie contadine del New England vivevano in genere in abitazioni di legno, data l'abbondanza di alberi. Una tipica fattoria del New England era alta un piano e mezzo e aveva un robusto telaio (fatto solitamente da grossi pali squadrati) che veniva ricoperto da assicelle di legno. Un grosso camino si trovava nel mezzo della casa, e veniva utilizzato per cucinare e per il riscaldamento durante l'inverno. Un lato del piano terra conteneva un salone nel quale la famiglia lavorava e consumava i pasti. Adiacente al salone si trovava il salotto, utilizzato per accogliere gli ospiti e contenente il miglior arredamento della famiglia e il letto dei genitori. I figli dormivano in un loft sopra il piano terra, mentre la cucina faceva parte del salone o era situata in un riparo sul retro della casa. Siccome le famiglie coloniali erano numerose, queste piccole abitazioni vedevano molta attività e poca privacy.
Le famiglie del New England lavoravano e coltivavano le proprie fattorie. La famiglia e il bestiame di sua proprietà consumavano la maggior parte delle coltivazioni della fattoria; tutto quello che restava veniva venduto per ottenere i manufatti di cui c'era bisogno. I primi coloni del New England coltivavano i tradizionali frumento e orzo (per pane e birra), ma in seguito adattarono la loro produzione agricola al nuovo ambiente. Dopo il 1700, gran parte degli agricoltori del New England coltivava principalmente mais e allevava bovini e suini. Le pannocchie di mais fornivano cibo per gli uomini, mentre steli e foglie fornivano cibo per il bestiame. Le mucche a loro volta, fornivano prodotti caseari, mentre vitelli e maiali venivano macellati e le carni vendute.
Nella metà del XVIII secolo, questo stile di vita stava affrontando una crisi, dato che la popolazione della regione si era quasi raddoppiata ad ogni generazione —-da 100.000 nel 1700 a 200.000 nel 1725, a 350.000 nel 1750—- poiché le famiglie contadine avevano molti figli e molte persone vivevano fino a raggiungere i 60 anni. Siccome i coloni di Massachusetts, Connecticut, e Rhode Island continuavano a suddividere le proprie terre, le fattorie divennero troppo piccole per poter sostentare singole famiglie. Questa sovrappopolazione minacciava l'ideale del New England di una società di agricoltori indipendenti.
Le famiglie contadine risposero creativamente a questa nuova crisi. Alcuni agricoltori ottennero concessioni terriere per creare fattorie in territori non sviluppati del Massachusetts e del Connecticut, o comprarono appezzamenti da speculatori nel New Hampshire e in quello che sarebbe diventato il Vermont. Altri divennero innovatori agricoli. Essi piantarono nutrienti erbe inglesi come trifoglio rosso e fleolo, che fornivano più cibo per il bestiame, e patate, che fornivano un alto tasso di produzione ed erano un vantaggio per le piccole fattorie. Infine, molte famiglie aumentarono la loro produttività, scambiandosi tra loro beni e manodopera. Esse davano in prestito bestiame e terre da pascolo e lavoravano assieme per filare tessuti, cucire trapunte, e sgranare il mais. Migrazioni, innovazioni agricole e cooperazione economica furono misure creative che preservarono la società degli yeoman del New England fino al XIX secolo.

##### La vita di città
Nel 1750, una varietà di artigiani, negozianti e mercanti forniva servizi alla crescente popolazione agricola. Fabbri, fabbricanti di ruote per carri e mobilio, aprirono i loro negozi nei villaggi rurali. Li costruivano e riparavano i beni necessari alle famiglie contadine. Negozi che vendevano manufatti inglesi come stoffe, utensili in ferro, e vetri per finestre, oltre che prodotti delle Indie Occidentali come zucchero e melassa, vennero aperti dai commercianti. I gestori di questi negozi vendevano i loro prodotti importati in cambio dei vegetali coltivati e di altri prodotti locali quali tegole, idrossido di potassio, e doghe per barili. Questi beni locali venivano spediti nelle città lungo tutta la costa Atlantica. Uomini intraprendenti aprirono taverne e stalle per i cavalli lungo le strade, per servire questo sistema di trasporto.
Dopo che questi prodotti erano stati consegnati nelle città portuali come Boston e Salem nel Massachusetts, New Haven nel Connecticut, e Newport e Providence nel Rhode Island, i mercanti le esportavano nelle Indie Occidentali, dove venivano scambiate con melassa, zucchero grezzo, monete d'oro e lettere di credito. Essi portavano i prodotti delle Indie Occidentali nelle fabbriche del New England dove lo zucchero grezzo veniva raffinato, mentre zucchero e melassa venivano distillati in rum. L'oro e le note di credito venivano rispediti anch'essi nelle colonie e venduti agli agricoltori assieme a zucchero raffinato e rum.
Altri mercanti del New England sfruttarono le ricche zone di pesca lungo la costa Atlantica, finanziarono una grossa flotta peschereccia e trasportarono il pescato di sgombri e merluzzi nelle Indie Occidentali e nell'Europa Meridionale. Altri mercanti sfruttarono le vaste quantità di legname presenti lungo la costa e i fiumi del New England Settentrionale. Fondarono delle segherie che fornivano legno economico per la costruzione di case e navi. Centinaia di costruttori di navi del New England costruirono imbarcazioni capaci di affrontare l'oceano, che vendettero ai mercanti britannici e americani.
Numerosi mercanti divennero molto ricchi fornendo i loro beni alla popolazione agricola e finirono per dominare la società delle città portuali. Contrariamente agli yeoman delle fattorie, questi mercanti avevano uno stile di vita che somigliava a quello della classe alta inglese, abitando in eleganti case di due piani e mezzo costruite nel nuovo stile Georgiano. Tali case avevano una facciata simmetrica con un uguale numero di finestre su ambo i lati della porta centrale. L'interno era costituito da un corridoio che portava al centro della casa, sui cui lati si aprivano stanze specializzate come libreria, sala da pranzo, salotto formale e camera da letto principale. Contrariamente al salone polivalente e al salotto delle case degli yeoman, ognuna di queste stanza aveva una sua funzione specifica. In una casa georgiana gli uomini usavano principalmente certe stanze, come la libreria, mentre le donne usavano principalmente la cucina. Queste case contenevano stanze da letto al secondo piano, che fornivano riservatezza a genitori e figli.

#### Cultura ed educazione
Contrariamente ad altre regioni coloniali, nel New England l'educazione di base era diffusa. I primi coloni Puritani credevano fosse necessario studiare la Bibbia, quindi ai bambini veniva insegnato a leggere già in giovane età. Era anche richiesto che ogni città pagasse per una scuola elementare. Molti ragazzi ebbero una qualche istruzione formale proprio grazie a questa legge. Circa il dieci percento di loro ebbe anche un'istruzione superiore. Molti ragazzi imparavano un mestiere dai padri in fattoria o come apprendisti presso artigiani. Poche ragazze frequentavano delle scuole, ma in gran parte furono in grado di ottenere un'educazione a casa o nelle cosiddette "Dame schools", dove le donne insegnavano rudimenti di lettura e scrittura nelle proprie case. Nel 1750, quasi il 90% delle donne del New England e quasi tutti gli uomini potevano leggere e scrivere. Molte chiese del New England fondarono dei collegi per la formazione dei propri ministri, mentre i puritani fondarono molti luoghi di educazione superiore come l'Università di Harvard nel 1636 e l'Università di Yale nel 1701. Successivamente i Battisti fondarono il Rhode Island College (vicino all'Università Brown) nel 1764, mentre un sacerdote congregazionista fondò il Dartmouth College nel 1769. Poche persone (nessuna donna e un numero limitato di uomini) frequentavano il college, rendendo l'istruzione superiore disponibile solo per le famiglie dei ricchi mercanti.
Il New England produsse molte grandi opere letterarie. Infatti, vennero prodotte più opere nel New England che in tutte le altre colonie messe assieme. Gran parte di questa produzione era costituita da storie, sermoni e diari personali e venne scritti da sacerdoti o ispirata da convinzioni religiose. Cotton Mather, un sacerdote di Boston, pubblicò Magnalia Christi Americana (La grande opera di Cristo in America, 1702), mentre il revivalista Jonathan Edwards scrisse la sua opera filosofica, A Careful and Strict Enquiry Into...Notions of...Freedom of Will... (1754). Anche gran parte della musica era basata su temi religiosi e consisteva principalmente nel canto di salmi. A causa delle profonde convinzioni religiose del New England, le opere artistiche che non fossero "molto religiose" o "troppo profane" vennero bandite, comprese vari tipi di rappresentazione teatrale.

### Regione del Medio-Atlantico
Contrariamente al New England, la regione del Medio-Atlantico ottenne gran parte della sua popolazione da nuovi immigrati, e nel 1750, la popolazione totale di New York, New Jersey, e Pennsylvania aveva quasi raggiunto le 300.000 unità. Entro il 1750, circa 60.000 scozzesi-irlandesi e 50.000 tedeschi andarono a vivere nel Nord America britannico, insediandosi in gran parte della regione del Medio-Atlantico. William Penn, l'uomo che fondò la colonia della Pennsylvania nel 1682, attrasse un influsso di immigranti con le sue politiche di libertà religiosa e proprietà fondiaria assoluta. "Proprietà fondiaria assoluta" significava che gli agricoltori possedevano le loro terre gratuitamente e liberi da affitti. Il primo importante influsso di immigranti arrivò principalmente dall'Irlanda e consisteva di presbiteriani scozzesi-irlandesi e di un piccolo numero di cattolici irlandesi. la seconda importante immigrazione era composta da tedeschi che cercavano di sfuggire ai conflitti religiosi e alle opportunità economiche in declino in Germania e Svizzera.

#### Stili di vita
Gran parte dell'architettura di queste colonie riflette la diversità delle loro genti. Ad Albany e a New York, la maggior parte degli edifici era in stile olandese, con esterni in mattoni e alti tetti spioventi, mentre molte chiese olandesi erano a pianta ottagonale. Usando la pietra per costruire le loro case, i coloni tedeschi e gallesi della Pennsylvania seguirono gli usi delle loro terre d'origine, ignorando completamente l'abbondanza di legname della regione. Un esempio di ciò fu Germantown, in Pennsylvania, dove l'80 percento degli edifici della città erano completamente in pietra. D'altra parte gli scozzesi-irlandesi si avvantaggiarono dell'ampia disponibilità di legname che offriva l'America e costruirono robuste casette di legno.
Le varie culture influenzarono anche lo stile dell'arredamento. I quaccheri delle zone rurali preferivano un disegno semplice del mobilio, che evitava qualsiasi decorazione elaborata, anche se quelli delle aree urbane avevano dei mobili molto più elaborati. La città di Filadelfia divenne un importante centro di produzione dei mobili, grazie al notevole benessere dei quaccheri e dei mercanti britannici. I costruttori di Filadelfia producevano eleganti scrivanie e cassettiere. Gli artigiani tedeschi creavano intricati disegni ad intarsio sulle loro cassepanche, e altri mobili erano dipinti con scene riproducenti fiori e uccelli. I vasai tedeschi creavano una vasta serie di brocche, vasi e piatti, dal disegno elegante e tradizionale.
Esistevano differenze etniche anche nel trattamento delle donne. Tra i coloni puritani del New England, le mogli non lavoravano quasi mai nei campi assieme ai propri mariti. Nelle comunità tedesche della Pennsylvania, comunque, molte donne lavoravano nei campi e nelle stalle. In aggiunta a queste differenze etniche, gli immigrati tedeschi e olandesi garantivano alle donne un maggiore controllo sulla proprietà, che non era permesso nella locale legge inglese. Contrariamente alle mogli coloniali inglesi, quelle tedesche e olandesi possedevano i propri abiti e altri oggetti, e avevano anche la possibilità di scrivere delle volontà in cui disponevano delle proprietà portate all'interno del matrimonio.
Infine, l'etnia faceva la differenza nelle pratiche agricole. Ad esempio, i contadini tedeschi in genere preferivano i buoi ai cavalli per tirare l'aratro, mentre gli scozzesi-irlandesi praticavano un'economia agricola basata su maiali e mais. In Irlanda, gli scozzesi-irlandesi coltivavano intensamente, lavorando piccoli appezzamenti di terra cercando di trarre la produzione più alta possibile dalle loro coltivazioni. Nelle colonie americane, gli scozzesi-irlandesi si concentrarono sull'agricoltura mista. Usando questa tecnica, coltivavano il mais per il consumo umano e come cibo per i maiali e altro bestiame. Molti agricoltori orientati verso i miglioramenti, delle varie provenienze, iniziarono ad usare nuove pratiche agricole per aumentare la loro produzione. Durante gli anni 1750, questi innovatori agricoli rimpiazzarono il falcetto e la falce usati per mietere fieno, frumento e orzo con la falce a rastrello, un attrezzo dotato di dita di legno che disponeva gli steli in modo da facilitarne la raccolta. Questo attrezzo fu in grado di triplicare la quantità di lavoro fatta dal contadino in un giorno. Gli agricoltori iniziarono anche a fertilizzare i loro campi con letame e calce agricola e a ruotare le coltivazioni per mantenere il suolo fertile.
Prima del 1720, gran parte dei coloni della regione del Medio-Atlantico praticava un'agricoltura su piccola scala e pagava i manufatti importati rifornendo le Indie Occidentali con mais e farina. A New York fiorì l'esportazione di pellicce verso l'Europa, che aggiunse ulteriore benessere alla regione. Dopo il 1720, l'agricoltura del Medio-Atlantico venne stimolata dalla domanda internazionale di frumento. Una massiccia esplosione demografica in Europa portò i prezzi del frumento alle stelle. Nel 1770, un bushel di frumento costava il doppio che nel 1720. Gli agricoltori espansero anche la loro produzione di semi di lino e di mais, dato che il lino era molto richiesto dall'industria tessile irlandese e c'era richiesta di mais nelle Indie Occidentali. Questo boom economico rese molto ricchi gli agricoltori.
Alcuni immigrati appena arrivati acquistarono delle fattorie e presero parte a questa ricchezza, ma molti poveri immigrati tedeschi e scozzesi-irlandesi furono costretti a lavorare come braccianti salariati. Anche mercanti e artigiani assunsero questi lavoratori senza dimora per il sistema interno di produzione di tessuti e altri beni. I mercanti spesso acquistavano lana e lino dagli agricoltori e assumevano gli immigrati appena arrivati, che erano stati operai tessili in Irlanda e Germania, perché lavorassero nelle loro case filando e tessendo. Gli agricoltori e i mercanti più grossi divennero estremamente ricchi, mentre gli agricoltori con fattorie più piccole e gli artigiani ricavavano l'occorrente per la sussistenza. La regione del Medio-Atlantico, già nel 1750, era divisa per provenienza etnica e per ricchezza.
Le città portuali, che si espansero con il commercio del frumento, avevano più classi sociali che nel resto delle Colonie Centrali. Nel 1750 la popolazione di Filadelfia aveva raggiunto le 25.000 unità, New York le 15.000 e il porto di Baltimora le 7.000. I mercanti dominavano la società delle città portuali e circa 40 di essi controllavano metà dei commerci di Filadelfia. I ricchi mercanti di Filadelfia e New York, come le loro controparti del New England, costruirono eleganti magioni in stile Georgiano.
Negozianti, artigiani, armatori, costruttori di barili, sarte, calzolai, panettieri, macellai, carpentieri, muratori e molte altre professioni specializzate, componevano la classe media della società delle città portuali. Mogli e mariti spesso lavoravano assieme e insegnavano la loro arte ai figli perché la tramandassero alla famiglia. Molti degli artigiani e dei commercianti fecero abbastanza soldi per avere una vita dignitosa.
I lavoratori stavano sul gradino più basso della società. Questi poveracci lavoravano al porto scaricando i vascelli in arrivo e caricando quelli in partenza con frumento, mais e semi di lino. Molti di essi erano afroamericani; alcuni erano liberi, mentre altri erano in schiavitù. Nel 1750, i neri erano circa il 10% della popolazione di New York e Filadelfia. Centinaia di marinai, alcuni dei quali afro-americani, lavoravano sulle navi mercantili.

### Le colonie del sud
Le colonie del sud erano dominate principalmente dai ricchi proprietari di piantagioni e schiavi di Maryland, Virginia e Carolina del Sud. Questi possedevano enormi piantagioni lavorate da schiavi africani. Dei 650.000 abitanti del Sud nel 1750, circa 250.000 (il 40%) erano schiavi. I possidenti usavano la loro ricchezza per dominare i mezzadri e i contadini locali. In periodo di elezioni davano in dono del rum ai loro fattori e promettevano di abbassare le tasse, per prendere il controllo delle legislature coloniali.

#### Stili di vita

##### I possidenti
A partire dagli anni 1720, dopo anni di scarsa istruzione, battute di caccia al cervo a piedi, ubriacature e gioco d'azzardo, la generazione successiva di possidenti iniziò a costruire grosse abitazioni in stile Georgiano, indossare abiti rossi e cacciare i cervi da cavallo. Le donne benestanti delle colonie del sud partecipavano alla cultura britannica. Leggevano riviste britanniche, indossavano vestiti alla moda di taglio britannico e servivano un elaborato te pomeridiano.
Le donne una volta sposatesi, supervisionavano gli schiavi della casa e organizzavano cene elaborate e feste danzanti. Questi sforzi avevano maggior successo nella Carolina del Sud, dove i ricchi possidenti vivevano in case di città a Charleston, una trafficata città portuale. Attive stagioni sociali esistevano anche in città quali Annapolis (Maryland) e nelle piantagioni di tabacco lungo il corso del fiume James in Virginia.

##### Gli schiavi
Gli schiavi africani che lavoravano nei campi di Indigofera tinctoria, tabacco e riso del Sud, provenivano dall'Africa Centrale e Occidentale. La schiavitù nell'America coloniale era molto opprimente, in quanto si trasmetteva di generazione in generazione e gli schiavi non avevano diritti legali. Nel 1700 c'erano circa 9.600 schiavi nella regione di Chesapeake e poche centinaia nelle Caroline. Circa altri 170.000 africani arrivarono nel corso dei cinque decenni successivi, e nel 1750 c'erano più di 250.000 schiavi nell'America britannica e nelle Caroline. Essi costituivano circa il 60% della popolazione totale. La gran parte degli schiavi della Carolina del Sud era nata in Africa (indicativo dell'alto tasso di mortalità in quella colonia), mentre la metà degli schiavi della Virginia e del Maryland era nata nelle colonie.

### Monografie
- James Truslow Adams, The Founding of New England, New York, Atlantic Monthly Press, 1921.
- Charles M. Andrews, Our Earliest Colonial Settlements: Their Diversities of Origin and Later Characteristics, 1933.
«tratta Virginia, Massachusetts, Rhode Island, Connecticut e Maryland»
- Charles M. Andrews, Colonial Self-Government, 1652-1689, 1904.
- Charles M. Andrews, The Colonial Background of the American Revolution, 1932.
- Charles M. Andrews, The Colonial Period of American History, 1934-38.
«panoramica in quattro volumi»
- Carl Becker, The History of Political Parties in the Province of New York, 1760-1776, 1917.
- Patricia U. Bonomi, Under the Cope of Heaven: Religion, Society, and Politics in Colonial America, 1988.
«(disponibile online sull'ACLS History e-book project)»
- Patricia U. Bonomi, A Factious People: Politics and Society in Colonial New York, 1971.
- T. H Breen, Puritans and Adventurers: Change and Persistence in Early America, 1980.
- Philip A. Bruce, Economic History of Virginia in the Seventeenth Century: An Inquiry into the Material Condition of the People, Based on Original and Contemporaneous Records, New York, Macmillan, 1896.
- Sanford H. Cobb, The Rise of Religious Liberty in America: A History, New York, Macmillan, 1902.
- Verner W. Crane, The Southern Frontier, 1670-1732, 1920.
- Evarts Boutelle Greene, Provincial America, 1690-1740, New York, N.Y., Harper and Brothers, 1905.
- Joseph E. Illick, Colonial Pennsylvania: A History, 1976.
- Allan Kulikoff, From British Peasants to Colonial American Farmers, 2000.
- Edmund S. Morgan, American Slavery, American Freedom: The Ordeal of Colonial Virginia, 1975.
- Herbert L. Osgood, The American Colonies in the Seventeenth Century., New York, Columbia University Press, 1904-07.
- Alan Taylor, American Colonies, 2001.
«(autorevole panoramica dell'America coloniale, comprendente le colonie britanniche, spagnole, francesi e olandesi)»
- William B. Weeden, Early Rhode Island: A Social History of the People, New York, The Grafton Press, 1910.
- Thomas Wertenbaker, Virginia under the Stuarts, 1607-1688, 1914.

### Articoli di giornale
- Andrews, Charles M., Colonial Commerce, in American Historical Review, vol. 20, ottobre 1914,  pp. 43-63. Disponibile online su JSTOR
- George Louis Beer, British Colonial Policy, 1754-1765, in Political Science Quarterly, vol. 22, marzo 1907,  pp. 1-48.
- Verner W. Crane, The Southern Frontier in Queen Anne's War, in American Historical Review, vol. 24, aprile 1919,  pp. 379-95.

### Fonti primarie
- W. Keith Kavenagh, Foundations of Colonial America: A Documentary History, 1973.